# Corytophanidae
Corytophanidae Fitzinger, 1843 è una famiglia di sauri dell'infraordine Iguania.

## Tassonomia
Comprende 9 specie in 3 generi:
- Basiliscus Laurenti, 1768
  - Basiliscus basiliscus (Linnaeus, 1758)
  - Basiliscus galeritus Duméril, 1851
  - Basiliscus plumifrons Cope, 1876
  - Basiliscus vittatus Wiegmann, 1828
- Corytophanes Boie, 1826
  - Corytophanes cristatus (Merrem, 1820)
  - Corytophanes hernandesii (Wiegmann, 1831)
  - Corytophanes percarinatus Duméril, 1856
- Laemanctus Wiegmann, 1834
  - Laemanctus longipes Wiegmann, 1834
  - Laemanctus serratus Cope, 1864